# 17 (álbum de XXXTentacion)
17 es el primer álbum de estudio del rapero estadounidense XXXTentacion.  Fue lanzado el 25 de agosto de 2017 por Bad Vibes Forever e Empire Distribution. Con una duración total de 22 minutos, el álbum apenas era un LP y no presenta una canción de más de tres minutos, lo que se considera poco convencional para un álbum de estudio. El álbum fue apoyado por el sencillo principal "Revenge", y es el segundo disco comercial de XXXTentacion, después de la compilación mixtape Revenge (2017). 17 incluye apariciones especiales de Trippie Redd y Shiloh Dynasty, y la producción estuvo a cargo de XXXTentacion.
El álbum está construido sobre canciones acústicas y de piano, en lugar del estilo de "subida" y los sonidos de distorsión de bajos que eran populares en la escena nativa de Florida de XXXTentacion. Experimenta con una variedad de géneros, como emo, lo-fi, indie rock, R&B alternativo y grunge, mientras que las letras se basan en temas como el suicidio, las relaciones fallidas y la infidelidad. XXXTentacion declaró que el público objetivo del álbum son personas que sufren de depresión, y que el álbum también es una "entrada" en su mente.
El álbum produjo los sencillos "Jocelyn Flores", "Fuck Love", "Revenge", "Everybody Dies in Their Nightmares", "Depression & Obsession", "Save Me" y "Carry On" debutaron en el Billboard Hot 100. "Jocelyn Flores", "Everybody Dies in Their Nightmares" y "Fuck Love" también se estrenaron entre los 100 primeros de la lista de sencillos del Reino Unido.

## Temas y composición
XXXTentacion declaró que el público objetivo del álbum son personas que sufren de depresión, y que el álbum es una "entrada" en su mente. La letra de 17 se basa en el suicidio, las relaciones fallidas y la infidelidad. También se enfoca en eventos en la vida de XXXTentacion e involucra mucho diálogo interno. Hablando sobre el sonido de 17, XXXTentacion explicó que el álbum era diferente de sus trabajos anteriores, y dijo: "Si me escuchas para exagerar o no pensar, no compres este álbum, este es para la depresión, para el deprimidos, por los perdidos".
En declaraciones a XXL, XXXTentacion dijo que el álbum consistiría en "un sonido alternativo de R&B". El álbum toma un estilo diferente de la música tradicional de XXXTentacion, que a menudo se considera música rap rock y trap. El álbum adapta diferentes géneros de música, incluidos el emo y el indie rock para crear un estilo poco convencional que se ajuste al género del R&B alternativo. El álbum en sí está producido principalmente por XXXTentacion, Natra Average y Potsu, un productor que generalmente crea hip-hop instrumental de baja fidelidad en SoundCloud.
Andrew Matson, de Mass Appeal, destacó que XXXTentacion "está a la vanguardia del giro actual del rock & roll en el hip-hop... y construye un disco emo que recurre a algunos de sus trabajos anteriores (las cosas de guitarra) pero deja completamente atrás estilo popular de conversión y bajo de distorsión "que era popular en la escena de Florida. Matson describió además las canciones de 17  como guitarras mayormente acústicas y con piano. Jon Powell de respeto. llamó al álbum una "montaña rusa emocional contenida en diferentes géneros, todos unidos por el lirismo cambiante de XXX y los armónicos al estilo de Aaron Lewis", y que "te tiene asombrado por el talento de [XXXTentacion], incluso en medio de su supuestas transgresiones pasadas".

## Lista de canciones
| 17  |                                      |               |          |  |
| N.º | Título                               | Producer(s)   | Duración |  |
| 1.  | «The Explanation»                    | XXXTentacion  | 0:51     |  |
| 2.  | «Jocelyn Flores»                     | Potsu         | 2:00     |  |
| 3.  | «Depression & Obsession»             | XXXTentacion  | 2:24     |  |
| 4.  | «Everybody Dies in Their Nightmares» | Potsu         | 1:35     |  |
| 5.  | «Revenge»                            | XXXTentacion  | 2:00     |  |
| 6.  | «Save Me»                            | Natra Average | 2:43     |  |
| 7.  | «Dead Inside (Interlude)»            | Natra Average | 1:26     |  |
| 8.  | «Fuck Love» (con Trippie Redd)       | Mira          | 2:26     |  |
| 9.  | «Carry On»                           | Potsu         | 2:09     |  |
| 10. | «Orlando»                            | Jesso Jr.     | 2:43     |  |
| 11. | «Ayala (Outro)»                      | XXXTentacion  | 1:39     |  |

## Posicionamiento en lista
| Lista (2017–2018)                       | Posiciones |
| --------------------------------------- | ---------- |
| Australia (ARIA)                        | 29         |
| Austria (Ö3 Austria)                    | 21         |
| Bélgica (Ultratop flamenca)             | 9          |
| Bélgica (Ultratop valona)               | 16         |
| Canadá (Billboard Canadian Albums)      | 2          |
| República Checa (ČNS IFPI)              | 8          |
| Dinamarca (Hitlisten)                   | 2          |
| Países Bajos (Album Top 100)            | 4          |
| Finlandia (Suomen Virallinen Lista)     | 4          |
| Francia (SNEP)                          | 33         |
| Irlanda (IRMA)                          | 9          |
| Italia (FIMI)                           | 3          |
| Nueva Zelanda (Recorded Music NZ)       | 2          |
| Noruega (VG-lista)                      | 1          |
| Swedish Albums (Sverigetopplistan)      | 2          |
| Suiza (Schweizer Hitparade)             | 26         |
| Reino Unido (UK Albums Chart)           | 11         |
| Reino Unido (UK Independent Albums)     | 12         |
| Reino Unido (UK R&B Albums)             | 4          |
| US Billboard 200                        | 2          |
| Estados Unidos (Independent Albums)     | 2          |
| US Top Album Sales                      | 6          |
| US Top R&B Albums                       | 1          |
| Estados Unidos (Top R&B/Hip-Hop Albums) | 2          |